# Żeko Radew
Żeko Żekow Radew (bułg. Жеко Жеков Радев; ur. 31 lipca 1875 w Nowim pazarze, zm. 24 stycznia 1934 w Sofii) – bułgarski profesor habilitowany geografii fizycznej. Pierwszy profesor habilitowany geografii fizycznej w Bułgarii oraz inicjator geomorfologii w Bułgarii. Jeden z założycieli Bułgarskiego Towarzystwa Geograficznego.

## Życiorys
Szkołę podstawową ukończył w swoim rodzinnym mieście. W 1894 roku ukończył studia w szumenskiej szkole pedagogicznej. Pracował jako nauczyciel w Nowim pazarze, Presławie oraz we Wyrbicy. W 1900 roku zaczął studia z pedagogiki i filozofii na Uniwersytecie Sofijskim im. św. Klemensa z Ochrydy. Ukończył ją po czterech latach. W 1904 roku został mianowanym jako nauczyciel gimnazjum w Burgasie. 
Został asystentem profesora Atanasa Iszirkowa 1 lutego 1906 roku. W latach 1911–1914 wyjechał do Berlina specjalizując się z geografii przy profesorze Albrechcie Penk. W 1915 roku napisał pracę „Карстови форми въ Западна Стара планина”, dzięki której został docentem geografii fizycznej. W lipcu i sierpniu 1916 roku towarzyszył Iszirkowowi wyprawie naukowej do Macedonii zorganizowanej przez sztab armii bułgarskiej. W 1921 roku został profesorem nadzwyczajnym oraz kierownikiem Katedry Fizycznej Geografii. Zwolennik wprowadzenia geografii fizycznej do bułgarskich szkół. W 1927 roku został mianowany profesorem geografii fizycznej. Zmarł 24 stycznia 1934 roku w Sofii w wieku 58 lat.

## Prace
- НѢколко бележки върху климата на гр. Бургасъ (1906)
- НашитѢ селища въ връзка въ тѢхната надморска височина (1906, wraz z prof. A. Iszirkowem)
- Рила планина – орохидрографски бележки (1910)
- Картометрически приносъ за изучаване на България (1910)
- Географическо положение, граници и повърхнина на България (1910)
- Карстови форми въ Западна Стара планина (1915)
- Предметъ и методи на географията (1919)
- Геоморфологически бѢлѢзи на българскитѢ земи и тѢхното значение за температурнитѢ и валежни отношения на страната (1919)
- Природна скулптура по високите български планини (1920)
- Геоморфологична работа на ледника (1921)
- Ледникови следи въ облика на Пиринъ (1921)
- Алпийски и подалпийски пояси на високитѢ български планини (1921)
- РѢка ВѪча и нейната долина (1923)
- Географска и етнографска Македония (1924)
- Търновският проломъ и долината на р. Янтра (1925)
- Източна Стара планина и долината на р. Камчия (1926)
- Има ли следи от дилувиално заледяване на Витоша(1926)
- Географска и етнографска България въ нейните исторически граници (1926)
- Епигенетични проломи въ долината на р. Струма (1933)